# 동부대로 (남해군)
동부대로(Dongbu-daero)은 경상남도 남해군 미조면 초전삼거리와 창선면 창선·삼천포대교를 잇는 경상남도의 도로이다.

## 역사
- 1981년 6월 24일 : 국도 제3호선 기점이 '경상남도 남해군 삼동면'으로 연장되면서 국도 제3호선의 일부가 됨.[1]
- 1996년 7월 1일 : 국도 제3호선 기점이 '경상남도 남해군 삼동면'에서 '경상남도 남해군 미조면'으로 변경됨.[2]
- 1999년 4월 28일 : 창선우회도로(남해군 창선면 당저리 ~ 동대리) 2.7km 구간 개통, 기존 380m 구간 폐지[3]
- 2009년 7월 2일 : 2개 이상 시·군에 걸쳐 있는 도로로 동부대로를 고시[4]

## 주요 경유지
경상남도
- 남해군 (미조면 - 삼동면 - 창선면)

## 노선
| 이름                | 접속 노선                                            | 소재지 | 소재지                                              | 비고                                         |
| ------------------- | ---------------------------------------------------- | ------ | --------------------------------------------------- | -------------------------------------------- |
| 초전삼거리          | 국도 제19호선 국도 제77호선 (남해대로)               | 남해군 | 미조면                                              | 국도 제3, 77호선 구간                        |
| 대지교              |                                                      | 남해군 | 삼동면                                              | 국도 제3, 77호선 구간                        |
| 물건마을            | 독일로                                               | 남해군 | 삼동면                                              | 국도 제3, 77호선 구간                        |
| 삼동초등학교        | 봉화로                                               | 남해군 | 삼동면                                              | 국도 제3, 77호선 구간                        |
| 동천교              |                                                      | 남해군 | 삼동면                                              | 국도 제3, 77호선 구간                        |
| (둔촌)              | 금송로                                               | 남해군 | 삼동면                                              | 국도 제3, 77호선 구간                        |
| (금송)              | 금송로                                               | 남해군 | 삼동면                                              | 국도 제3, 77호선 구간                        |
| 지족삼거리          | 지방도 제1024호선 (삼이로) 동부대로1858번길          | 남해군 | 삼동면                                              | 국도 제3, 77호선 구간 지방도 제1024호선 구간 |
| 창선교              |                                                      | 남해군 | 삼동면                                              | 국도 제3, 77호선 구간 지방도 제1024호선 구간 |
| 창선면              |                                                      | 남해군 |                                                     | 국도 제3, 77호선 구간 지방도 제1024호선 구간 |
| 지족삼거리          | 지방도 제1024호선 (서부로) 동부대로1932번길          | 남해군 |                                                     | 국도 제3, 77호선 구간 지방도 제1024호선 구간 |
| 당저리              | 창선로                                               | 남해군 | 국도 제3, 77호선 구간 상행 진입 불가 하행 진출 불가 |                                              |
| 당저교              | 지방도 제1024호선 국도 제5호선 (흥선로) 창선로66번길 | 남해군 | 국도 제3, 77호선 구간                               |                                              |
| 창선천교            |                                                      | 남해군 | 국도 제3, 77호선 구간                               |                                              |
| 상신교              | 창선로                                               | 남해군 | 국도 제3, 77호선 구간                               |                                              |
| 동대리              | 창선로 한재로                                        | 남해군 | 국도 제3, 77호선 구간                               |                                              |
| 당항리              | 율도로                                               | 남해군 | 국도 제3, 77호선 구간                               |                                              |
| 단항회전 교차로     | 지방도 제1024호선 (서부로) 동부대로2964번길          | 남해군 | 국도 제3, 77호선 구간                               |                                              |
| 단항교              |                                                      | 남해군 | 국도 제3, 77호선 구간                               |                                              |
| 창선대교            |                                                      | 남해군 | 국도 제3, 77호선 구간                               |                                              |
| 삼천포대교로와 직결 |                                                      |        |                                                     |                                              |

## 주요 건물 및 시설
- 미조119지역대 (경상남도 남해군 미조면 동부대로 25)
- 가인포보건진료소 (경상남도 남해군 미조면 동부대로 461)
- 해오름예술촌 (구 물건초등학교, 경상남도 남해군 삼동면 동부대로 995)
- 삼동초등학교 (경상남도 남해군 삼동면 동부대로 1296)
- 남해청소년수련원 (경상남도 남해군 삼동면 동부대로 1542-35)
- 삼동119안전센터 (경상남도 남해군 삼동면 동부대로 1795)
- 남수중학교, 경남해양과학고등학교 (경상남도 남해군 삼동면 동부대로 1810)
- 삼동면종합복지회관 (경상남도 남해군 삼동면 동부대로 1830)
- 창선치안센터 (경상남도 남해군 창선면 동부대로 3017)